# CP série 1960
La série 1960 est un modèle de locomotive à traction diesel.